# Mihai Berindei
Mihai Berindei (n. 24 ianuarie 1907, București, România – d. 30 august 1992, Werneck, Germania) a fost un trompetist, saxofonist, aranjor, conducător de formație și critic muzical român.
Mihai este vărul saxofonistului și clarinetistului Emil Berindei (1898–1963) și tatăl saxofonistului Ștefan Berindei (1942–2000).

## Filmografie

### Ilustrația muzicală
- Muntele ascuns (1975)